# Tratado de Turim (1381)
O Tratado de Turim de 1381 assinado a 8 Ago. foi feito entre as potências marítimas da República de Veneza e da República de Gênova, depois da Guerra de Chioggia, e sobre a mediação de Amadeu VI de Saboia.

## História
Mesmo se vitoriosa, Veneza deve no entanto abandonar a Dalmácia aos Húngaros e Treviso à Casa de Habsburgo da Áustria. Em contrapartida do envio de sal à Dalmácia, Veneza é obrigada a dar anualmente 7 000 peças em ouro ao rei da Hungria.

## Veneza
Veneza perde quase todas as possessões em terra firma que não sejam ilhas, mas a ilha de Ténedos que é a causa do litígio é abandonada por dois anos ao Duque de Saboia com um subsídio anual de 5 000 florins a serem pagas por cada uma da repúblicas. No final desse período decide-se quais as fortificações que devem ser arrasadas.

## Gênova
Mesmo se o tratado não é desfavorável a Gênova que conserva Famagusta em Chipre, ela perdeu a sua marinha e o comércio vai ressentir-se fortemente,